# درد حاد
از درد حاد با عناوین دیگری از قبیل درد تند، درد تیز، درد گزشی و درد الکتریک نیز یاد می شود. درد حاد، طی حدود یک دهم ثانیه پس از محرک درد، حس می شود. این نوع از درد، به هنگام فرورفتن سوزن در پوست، بریدن پوست با چاقو یا سوختن حاد پوست حس می شود. چنین دردی به هنگام اعمال شوک الکتریک نیز حس می گردد. درد حاد در غالب بافت های عمقی بدن احساس نمی‌شود. این نوع از درد معمولاً خود محدود شونده بوده و با بهبود آسیب بافتی، فروکش می نماید.

## اپیدمیولوژی
بر طبق برآورد نهاد ملی پیمایش درد، سالانه بیش از ۷۵ میلیون نفر در آمریکا از دردهای جدی رنج می برند و از این میان، ۵۰ میلیون نفر متحمل درد مزمن بوده و ۲۵ میلیون نفر تجربه گر درد حاد می باشند.